# 仙人桥
仙人桥，位于中国广东省河源市和平县附城镇，为河源市和平县的一个县级文物保护单位，类型为古建筑，公布时间为1983年8月。
仙人桥的历史年代为清代。
註： 仙人橋也可以指湖南省攸縣的一處風景區